# Isaac Alfie
Isaac Alfie Stochek (Montevideo, 27 de abril de 1962) es un economista, contador público, columnista, docente y político uruguayo perteneciente al Partido Colorado. Desde el 1° de marzo de 2020 hasta el 15 de diciembre de 2023 ejerció como director de la Oficina de Planeamiento y Presupuesto (OPP) en el gobierno de Luis Lacalle Pou. Previamente entre 2003 y 2005 se desempeñó como ministro de Economía y Finanzas en el gobierno de Jorge Batlle.

## Biografía
Isaac Alfie Stochek nació en el barrio Palermo de Montevideo en el seno de una familia judía. Su padre era empleado público y su madre empleada comercial. Su familia paterna era militante del Partido Colorado, mientras que la materna era originaria del socialista Emilio Frugoni.
En las elecciones para integrar el Consejo Directivo del Club Atlético Peñarol celebradas en noviembre de 2008, Isaac Alfie acompañó la lista opositora N.º 2809, encabezada por Daniel Benech, cuyo lema era «Peñarol es la gente». Esta lista quedaría en segundo lugar en número de votos, luego del oficialismo, encabezado por Juan Pedro Damiani.
Alfie escribe en el suplemento de economía del diario El País de Montevideo.

## Carrera profesional
Alfie se recibió en 1985 de Contador público en la Universidad de la República, donde también, años más tarde se recibiría de Economista. En dicha universidad se desempeñó como profesor adjunto del Departamento de Economía de la Facultad de Ciencias Económicas y Administración, en la que dictó la materia Macroeconomía Básica. También se desempeñó como docente en la Universidad ORT Uruguay, y en la Universidad de Belgrano en Argentina. Actualmente es profesor de Economía y Finanzas Públicas en la Universidad de Montevideo (UM).
En 1985 ingresó a trabajar en la Oficina de Planeamiento y Presupuesto con el cargo de asesor. En 1991 pasó al Ministerio de Economía y Finanzas como asesor en el área de macroeconomía y, en 1995, empezó a dirigir la Asesoría Macroeconómica. También representó a Uruguay en varias negociaciones ante organismos internacionales, como la que concretó la reprogramación de deuda pública uruguaya en 2003. Además, fue consultor del Banco Interamericano de Desarrollo, del Banco Mundial, de la Organización Panamericana de la Salud y de la Organización Mundial de la Salud.
En el sector privado fue consultor de empresas, sobre todo en las áreas de análisis financiero y de costos, y de estudio de proyectos de inversión.

## Carrera política
En agosto de 2003, el ministro de Economía y Finanzas, Alejandro Atchugarry, renunció a su cargo. Entonces el Presidente de la República, Jorge Batlle, le ofreció el puesto a Isaac Alfie. Su período como ministro se extendió hasta el 1 de marzo del 2005.
Ocupó un escaño como senador de la República por la Lista 15 del Partido Colorado en la XLVI Legislatura.
De cara a las internas de 2019 apoya la precandidatura de Julio María Sanguinetti. En noviembre, tras la victoria presidencial de Luis Lacalle Pou, su nombre se menciona como eventual titular de la OPP (Oficina de Planeamiento y Presupuesto).
Finalmente fue nombrado en el cargo. Estuvo acompañado por un equipo de colaboradores con el que ya había trabajado en la resolución de la crisis de 2002: Julio de Brun, Álvaro Rossa, Horacio Bafico, Gustavo Michelin y Edgardo Favaro.

## Documental
- Alfie es una figura entrevistada en el documental de 2024 Jorge Batlle: entre el cielo y el infierno, dirigido por Federico Lemos.